# Yūya Komatsuzaki
Yūya Komatsuzaki (jap. 小松﨑 佑也, Komatsuzaki Yūya; * 5. September 1987 in der Präfektur Ibaraki) ist ein japanischer Badmintonspieler.

## Karriere
Komatsuzaki besuchte die private Jōsō-Gakuin-Oberschule in Tsuchiura, auf die auch die Spieler Shūichi Sakamoto, Kanako Yonekura oder Shizuka Yamamoto gingen. Nach seinem Studium an der Hōsei-Universität ging er zu NTT Higashi-Nihon, für deren Werksmannschaft er seitdem spielt.
Yuya Komatsuzaki belegte bei den Osaka International 2009 Rang drei im Herrendoppel gemeinsam mit Ryota Taohata. 2011 gewann er mit Misato Aratama die Japanische Erwachsenen-Meisterschaft im Mixed. Bei den Polish Open 2013 wurde er in der gleichen Disziplin Zweiter mit Hiroki Takeuchi. Ebenso startete er bei der Japan Super Series 2013.